# Stefan Jakubiec
Stefan Jakubiec (ur. 2 września 1930 w Rybarzowicach, zm. 17 lipca 2002) – polski górnik i działacz socjalistyczny, poseł na Sejm PRL VI kadencji.

## Życiorys
Syn Marii. Uzyskał wykształcenie podstawowe. Podczas okupacji pracował w niemieckim gospodarstwie rolnym. W 1948 przybył do Wałbrzycha, gdzie przez rok był zatrudniony w budownictwie, a następnie w Kopalni Węgla Kamiennego „Wałbrzych”, gdzie był strzałowym w brygadzie ścianowej oraz instruktorem zawodu.
Został członkiem Związku Walki Młodych w 1945, a Polskiej Zjednoczonej Partii Robotniczej w 1948. Pełnił liczne funkcje partyjne i związkowe. Był przewodniczącym oddziałowej rady robotniczej, zasiadał także w radzie robotniczej kopalni. W 1972 uzyskał mandat posła na Sejm PRL w okręgu Wałbrzych. Zasiadał w Komisji Górnictwa, Energetyki i Chemii.

## Odznaczenia
- Order Sztandaru Pracy II klasy
- Złoty Krzyż Zasługi
- Srebrny Krzyż Zasługi
- Brązowy Krzyż Zasługi